# Rally de La Coruña de 1999
El Rally de La Coruña de 1999, oficialmente 17.º Rallye Internacional de La Coruña, fue la decimoséptima edición, la tercera cita de la temporada 1999 del Campeonato de España de Rally y la decimoquinta del Campeonato de Europa de Rally. Fue también puntuable para el Desafío Peugeot y la Saxo Cup. Se celebró del 8 al 9 de mayo.

## Clasificación final
| Pos. | Piloto                | Copiloto              | Automóvil                   | Tiempo  | Diferencia |
| ---- | --------------------- | --------------------- | --------------------------- | ------- | ---------- |
| 1.   | Luis Monzón           | José Carlos Déniz     | Peugeot 306 Maxi            | 2:23:45 | 0.0        |
| 2.   | Sergio Vallejo        | Diego Vallejo         | Citroën Saxo Kit Car        | 2:29:52 | +6:07      |
| 3.   | Miguel Martínez-Conde | Felipe Alonso         | Mitsubishi Carisma GT Evo V | 2:30:11 | +6:26      |
| 4.   | Germán Castrillón     | Estrella Castrillón   | Mitsubishi Lancer Evo IV    | 2:33:14 | +9:29      |
| 5.   | Santi Concepción      | Jesús Aragón          | Ford Escort RS Cosworth     | 2:36:52 | +13:07     |
| 6.   | Miguel Ángel Fuster   | José Vicente Medina   | Citroën Saxo VTS            | 2:38:27 | +14:42     |
| 7.   | Ludwig Lauwers        | Freddy Tritsmans      | Subaru Impreza 555          | 2:38:47 | +15:02     |
| 8.   | Pedro Burgo           | Marcos Burgo          | Citroën Saxo VTS            | 2:39:19 | +15:34     |
| 9.   | Javier Piñeiro        | Roberto Mosquera      | Citroën Saxo VTS            | 2:40:09 | +16:24     |
| 10.  | Leonardo Sabán        | María Victoria Ocariz | Peugeot 106 Rallye          | 2:40:31 | +16:46     |